# شورای شهر نیویورک
شورای شهر نیویورک نهاد قانونگذاری شهر نیویورک است. این شورا ۵۱ عضو از ۵۱ حوزه شورایی از پنج بخش دارد.
شورا به عنوان یک عامل کنترلی بر فهرست شهرداران نیویورک سیتی عمل می‌کند. شورا عملکرد سازمان‌های شهری را مورد رصد قرار می‌دهد و در خصوص مسایل مختلف قانونگذاری می‌کند. شورا همچنین تنها مسئول تصویب بودجه شهر است و هر عضو به دو دوره عضویت متوالی در آن محدود است و می‌تواند پس از وقفه‌ای چهارساله دوباره برای عضویت رقابت کند.
اعضای شورا هر چهار سال انتخاب می‌شوند. هر بیست سال دو دوره متوالی دو ساله برای تغییر حوزه‌ها بین دوره‌ها در نظر گرفته می‌شود.

## ترکیب
| عضویت حزبی     | اعضا |
| -------------- | ---- |
| حزب دموکرات    | 48   |
| حزب جمهوری‌خواه | 3    |
| کل             | 51   |